# 虎地

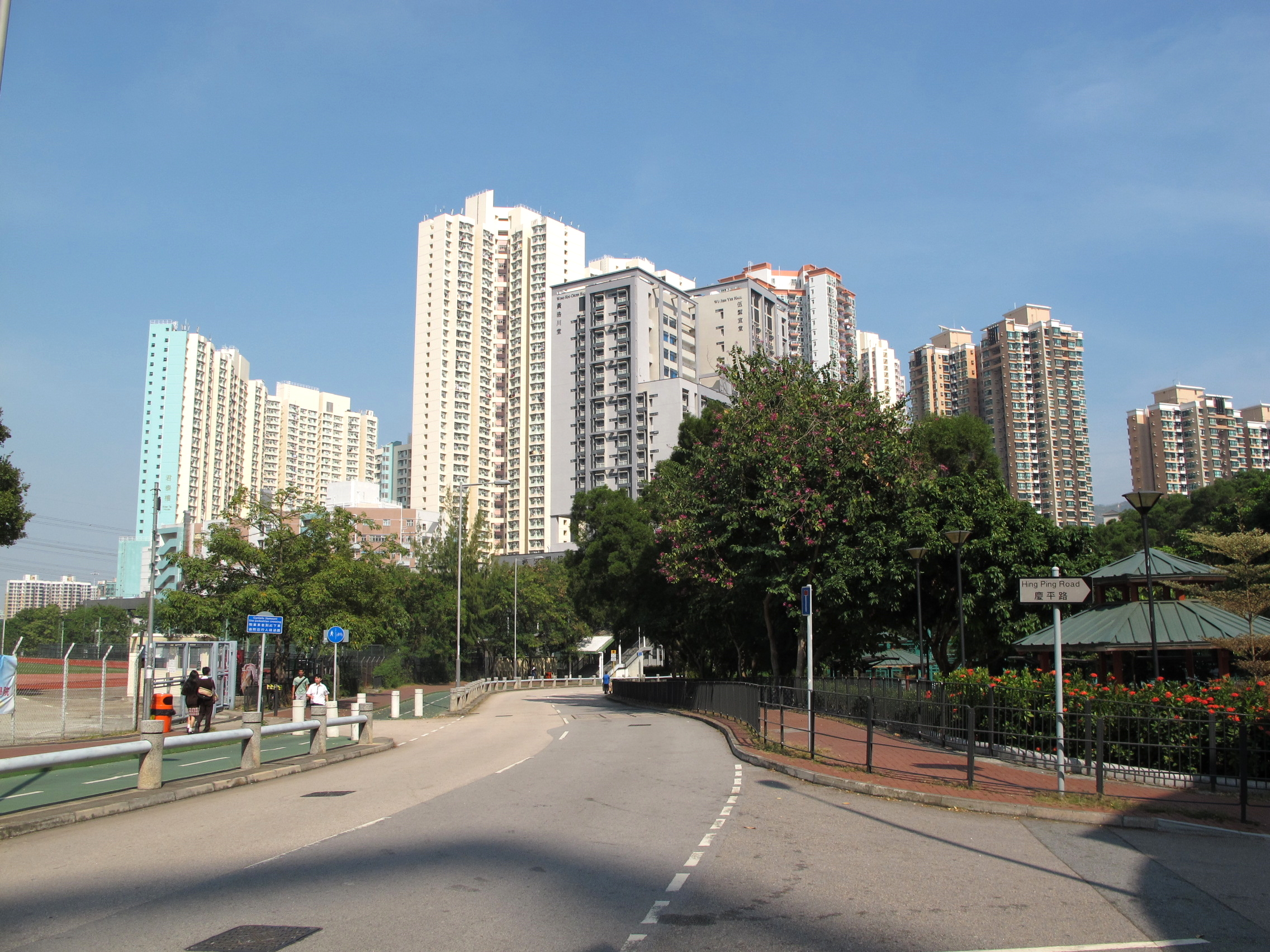
虎地於2000年代初發展為住宅區

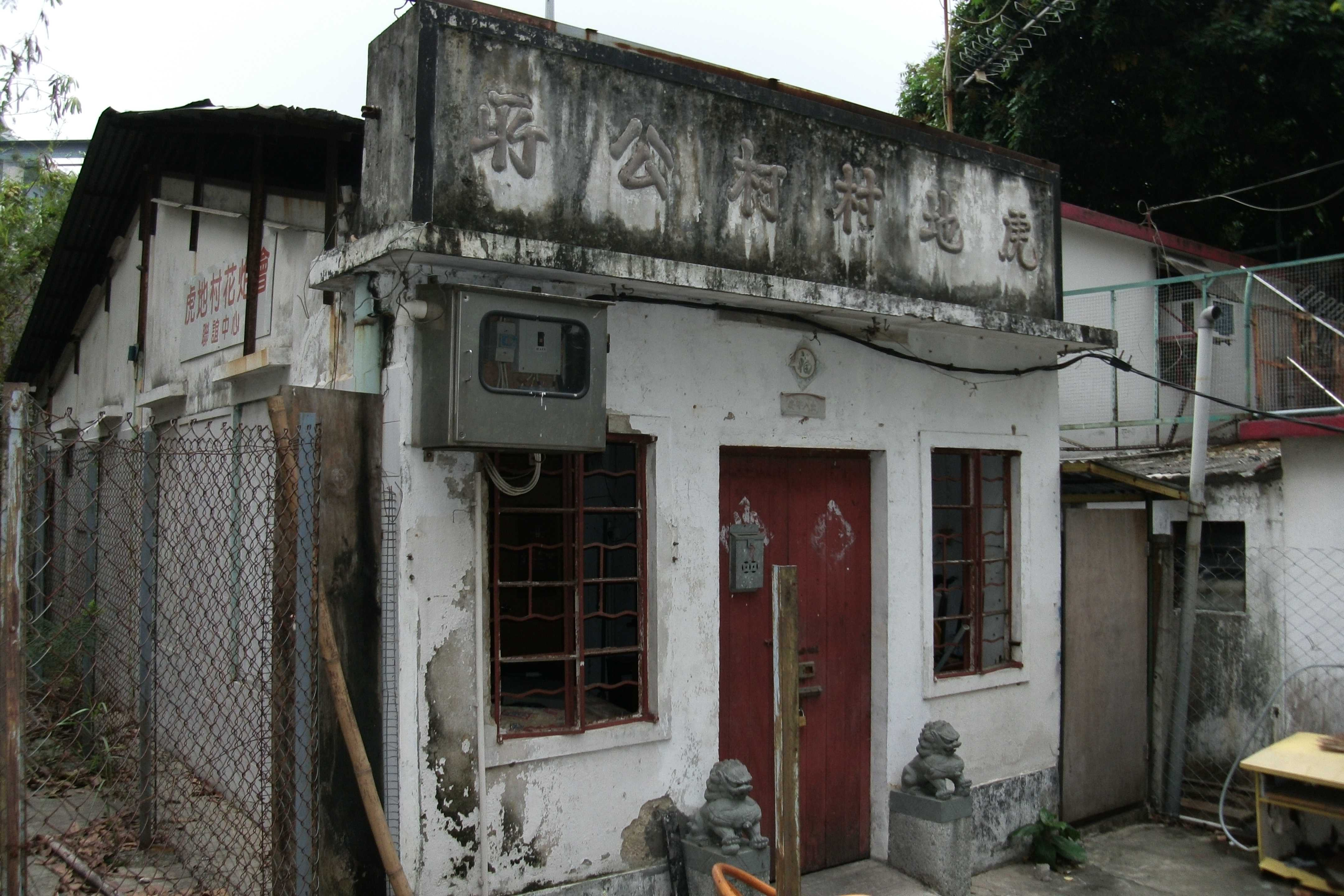
虎地村村公所

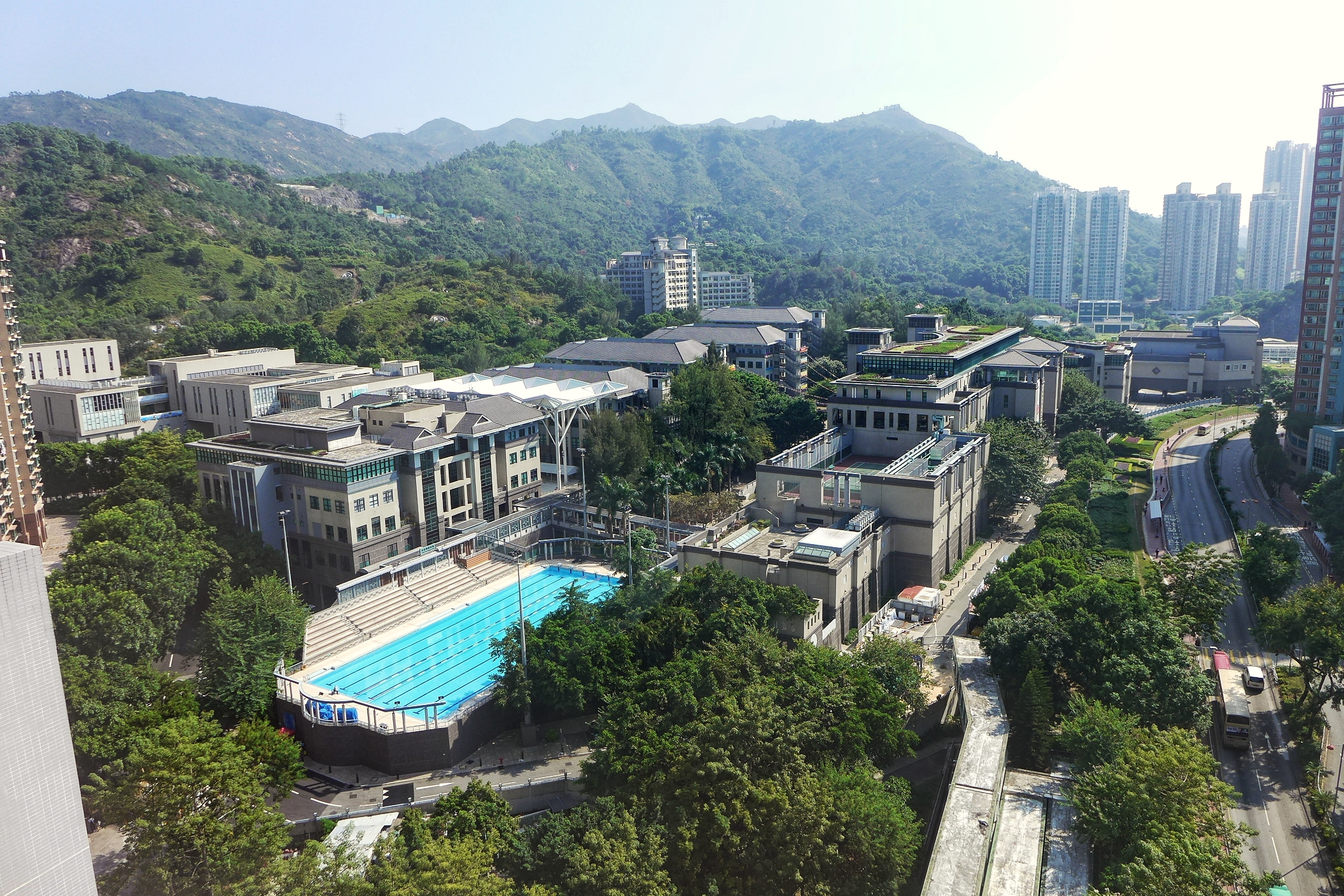
嶺南大學

虎地（英語：Fu Tei，舊稱Bowring）是香港地方，位於新界屯門區桃園圍以南、屯門河以東、青田路以北，香港政府於1970年代宣佈將屯門／青山發展為新市鎮後，虎地成為其部份，訂為屯門新市鎮第52區，位處屯門新市鎮東北端，鄰近藍地。

## 歷史
在發展為新市鎮以前，虎地是屯門區鄉郊地方，只有村落、寺廟和佔地6.87公頃的虎地軍營，由慶平路連接兆康苑對岸一段青山公路-新墟段（現屯門公路）。
自1990年代初期，香港政府開始發展虎地。根據新市鎮發展進程，首先截斷屯門醫院對岸的一段青山公路，靠近河岸一段納入屯門公路，以及建造新道路繞進第52區範圍內，即前虎地難民禁閉中心、虎地軍營及虎地中村旁，最後於道路兩旁大興土木。
高等教育辦學團體嶺南學院（現嶺南大學）於1992年獲准選址虎地建新校舍。教學大樓和宿舍等主要設施於1995年落成後，從灣仔司徒拔道搬遷至新校舍，而貫通虎地南北的新道路，則命名為青山公路-嶺南段。該校的室外運動場於2007年落成，坐落於軍營原址。
隨後，有更多住宅於虎地興建，計有公營房屋富泰邨（原居屋富泰苑，與其他第23期乙居屋一併改為公屋）、私人發展商樓盤叠茵庭、聚康山莊等，也是在2000年代初相繼落成，完全淹沒了昔日的難民禁閉中心、軍營和虎地中村（而禁閉營僅餘遺跡，只有嶺南大學前方綠化區域的鐵絲網基座）。虎地過往的主要通道慶平路亦經過改建，部份路段成為了屯富路，往來虎地的市民可通過新路到達港鐵兆康站。整個屯門第52區的西南端，則保留了該區最多原始建築，包括獲古物諮詢委員會評為「三級歷史建築」的清涼法苑佛殿，在其旁的淨恩小築、極樂寺及虎地新村。
至於同屬虎地範圍，但靠向山而未被納入新市鎮發展的部份，仍保留着兩條村落，分別是位於頌皇台的虎地上村和老虎坑的虎地下村，主要靠富地路和虎坑路進出村內外。虎地的水源主要來自九徑山西北麓的山谷河溪：虎地上村和虎地下村各自有溪流流經，前者有九徑山西北端的岬角向下流的溪水，後者則有從九徑山山谷流往藍地水塘（前稱老虎坑水塘）集水區，再流進老虎坑，兩地的溪流最後均會流進屯門河道，兩村村民現已不需依賴溪水過活。

## 過往建築
- 虎地中村
  - 即現今富泰邨、倚嶺南庭、聚康山莊及嶺南大學
- 虎地軍營
  - 即現今富泰邨及嶺南大學室外運動場
- 虎地難民禁閉中心
  - 即現今嶺南大學
- 清涼里：連接慶平路至清涼法苑的道路
  - 即現今叠茵庭
- 虎地交匯處：位於虎地以北
  - 即現今藍地交匯處

## 現今建築

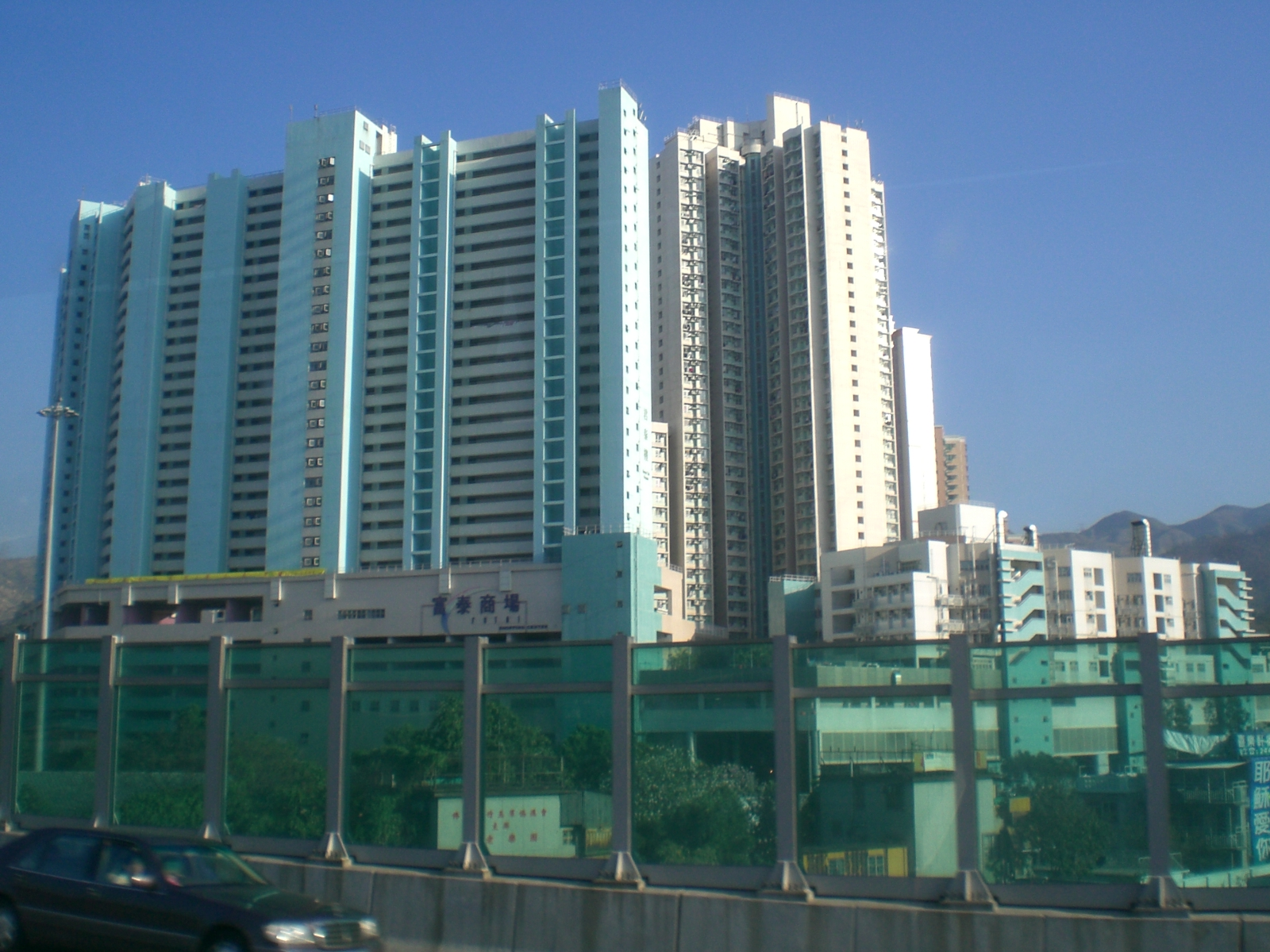
從藍地交匯處仰望富泰邨，基座為富泰商場

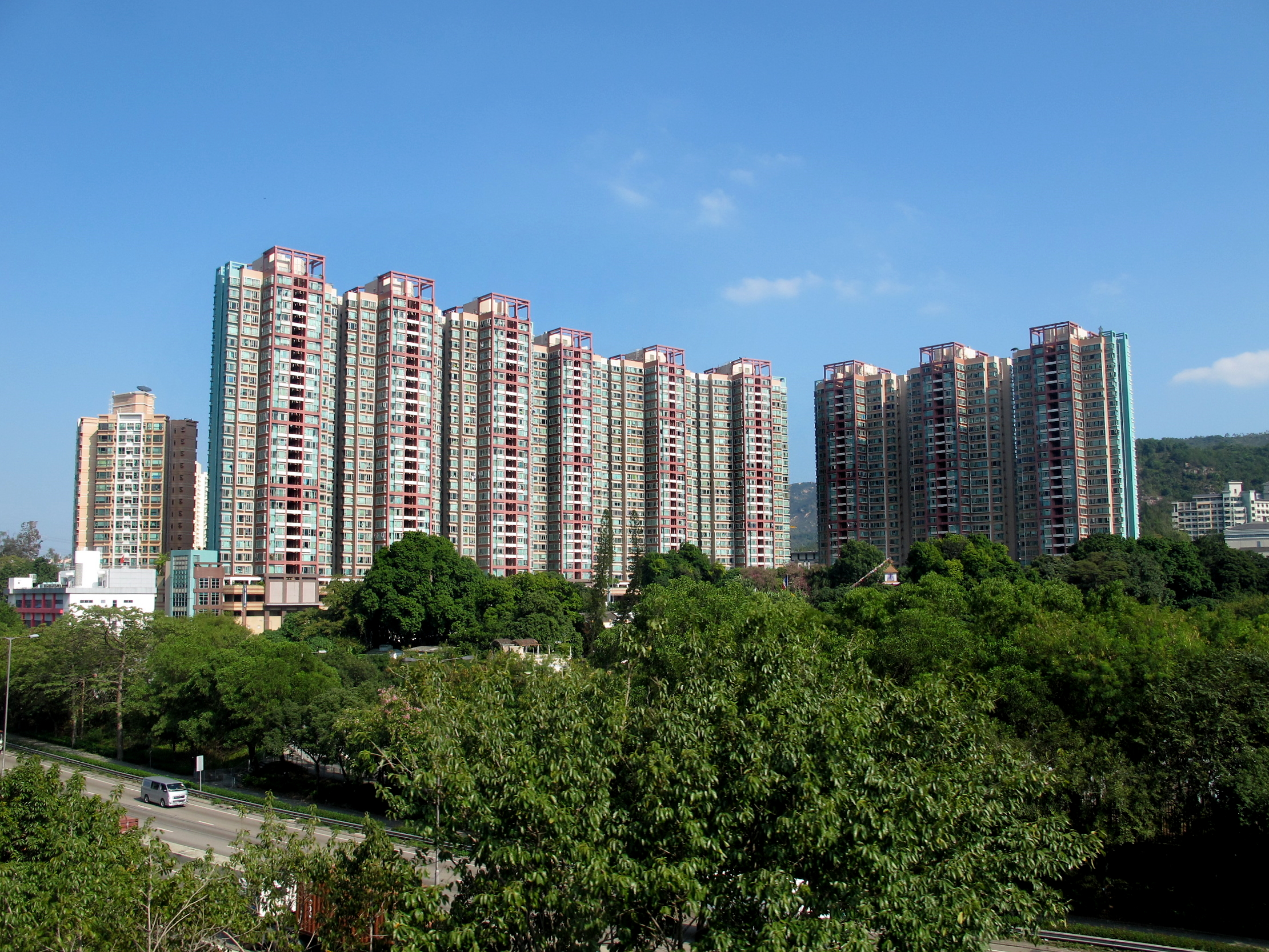
叠茵庭

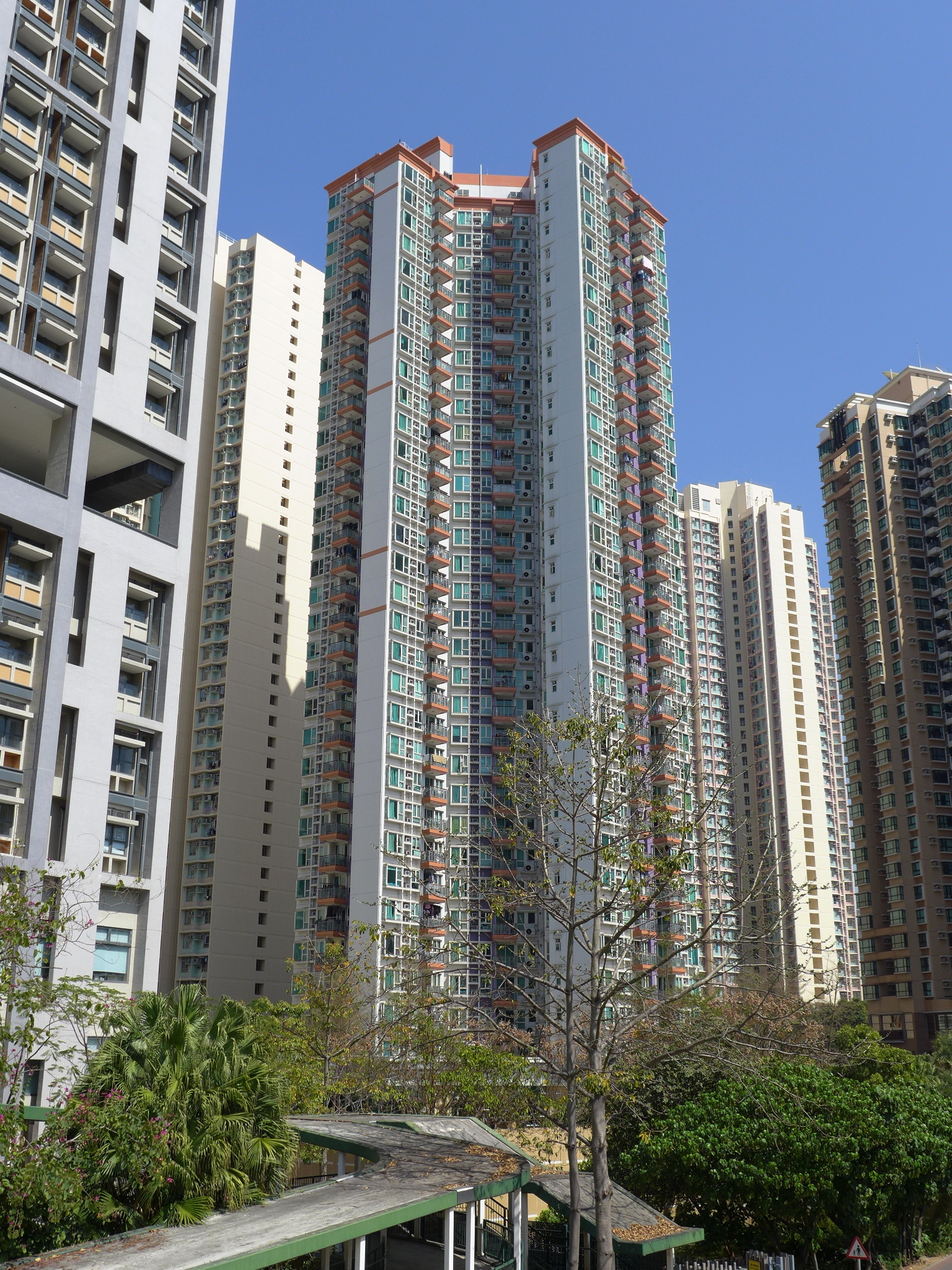
倚嶺南庭

### 住宅
- 富泰邨
- 聚康山莊
- 倚嶺南庭
- 名賢居
- 叠茵庭
- 虎地上村
- 虎地下村
- 虎地新村

### 學校、社區設施
- 嶺南大學
- 神召神學院
- 興德學校
- 虎地消防局
- 富泰商場

### 道路

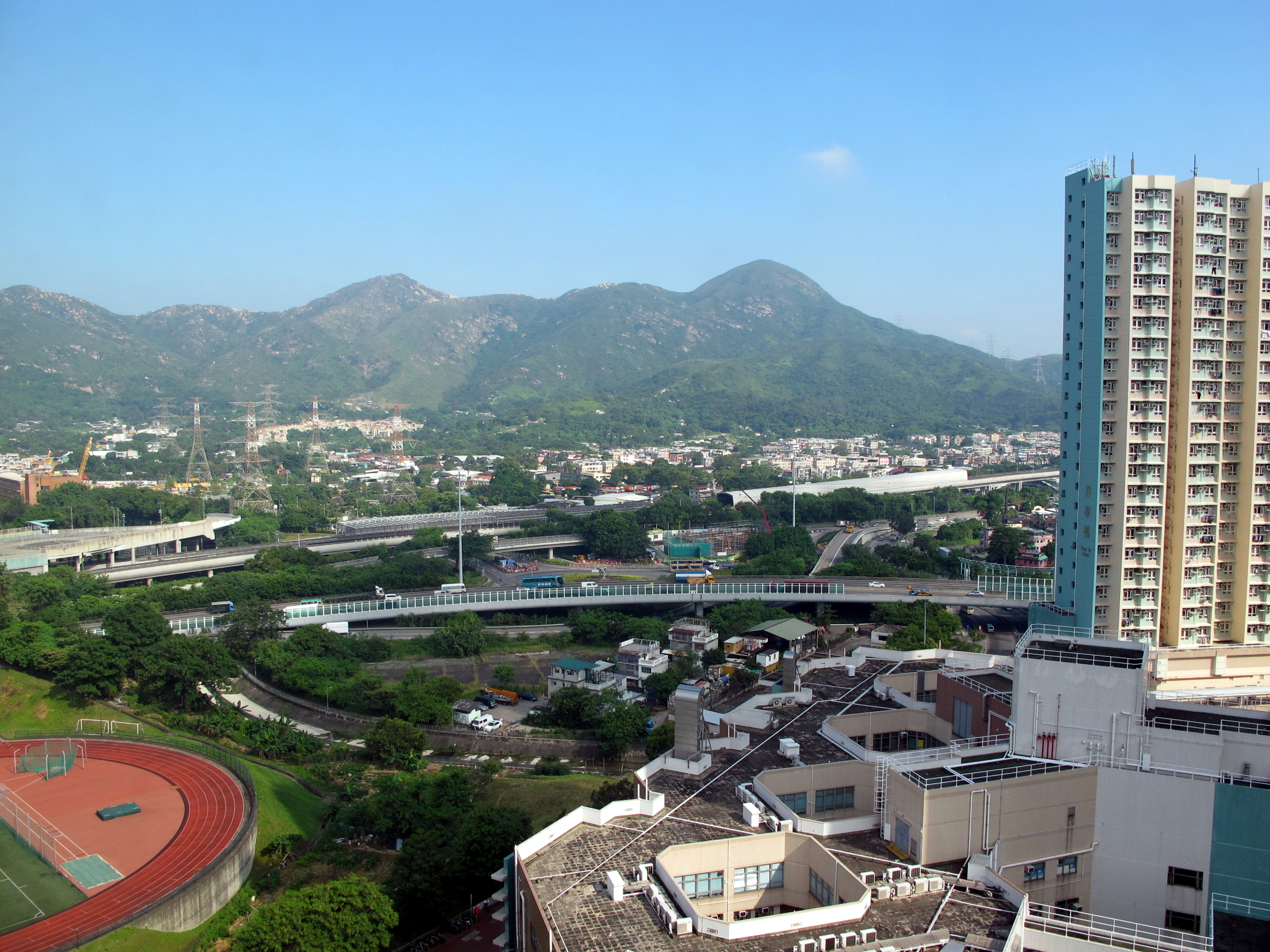
藍地交匯處

- 青山公路-嶺南段
- 屯門公路
- 元朗公路
- 藍地交匯處
- 屯富路
- 屯貴路
- 屯安里
- 慶平路
- 富地路
- 虎坑路

## 交通
- 公共運輸交匯處：兆康站（南）、兆康站（北）、富泰邨

## 區議會議席分佈
為方便比較，以下列表以屯門河以東、北至元朗公路，包括青山公路嶺南段沿線地區為範圍。
| 年度/範圍                       | 2000-2003      | 2004-2007                      | 2008-2011                      | 2012-2015                      | 2016-2019 | 2020-2023 |
| ------------------------------- | -------------- | ------------------------------ | ------------------------------ | ------------------------------ | --------- | --------- |
| 青山公路-嶺南段以及嶺南大學一帶 | 景峰選區       | 景峰選區                       | 景峰選區                       | 景峰選區                       | 景峰選區  | 景峰選區  |
| 元朗公路以南至富泰邨            | 景峰選區一部分 | 分散在富泰選區以及屯門鄉郊選區 | 分散在富泰選區以及屯門鄉郊選區 | 分散在富泰選區以及屯門鄉郊選區 | 富泰選區  | 富泰選區  |

註：以上主要範圍尚有其他細微調整（包括編號），請參閱有關區議會選舉選區分界地圖及條目。

## 外部連結
- 香港特區政府規劃署 部門內部草圖索引圖 （页面存档备份，存于）
- 屯門區議會會議07-07-2009 文物保育工作匯報、維修資助計劃與1,444幢歷史建築評估工作[永久]
- 屯門虎地新村的清涼法苑 （页面存档备份，存于）